# Шлёнов, Дмитрий Васильевич
Дми́трий Васи́льевич Шлёнов (1891 — август 1957) — советский государственный деятель, первый секретарь (1938—1939) и народный комиссар внутренних дел Удмуртской Автономной Советской Социалистической Республики (1937—1939), депутат Верховного Совета РСФСР, входил в состав особой тройки НКВД СССР, участник Гражданской войны в России, капитан государственной безопасности (1936).

## Биография
Родился д. Шилово Богородского уезда Московской губернии Российской империи в семье чернорабочего, по другим данным крестьянина-бедняка. По национальности русский. В 1901 г. окончил двухклассное начальное училище в г. Богородск Московской губернии. С сентября 1903 г. по июль 1908 г. тазовщик, шнуровщик текстильной фабрики Старо-Горкинской мануфактуры в с. Михнево Бронницкого уезда Московской губернии. С августа 1908 г. поверяльщик пряжи текстильной фабрики П.Ф. Севрюгова в г. Кинешма Костромской губернии. С февраля по октябрь 1912 г. укладчик товара Шуйской ситценабивной фабрики И.В. Небурчилова в г. Шуя Владимирской губернии. С ноября 1912 г. электрик электротехнической конторы в Москве. С июня 1913 г. электромонтер технической конторы Лившица в г. Луганск Екатеринославской губернии. С мая по сентябрь 1914 г. электромонтер, токарь шахты «Центральные соляные копи» в г. Бахмут Екатеринославской губернии. С октября 1914 г. насадчик якорей, токарь завода «Динамо» в Москве. В июне-ноябре 1916 г. токарь Ревдинского чугуноплавильного и железоделательного завода П.Г. Солодовникова на ст. Ревда Рязанско-Уральской железной дороги в Пермской губернии. С ноября 1916 г. находился под арестом в Елизаветградском уездном жандармском управлении Харьковской губернии. Амнистирован в марте 1917 года, после чего работал токарем Московского электролампового завода акционерного общества «Проводник» в Москве, а также был председателем заводского комитета. В апреле 1917 года вступил в РСДРП(б). С августа 1917 г. в Красной гвардии, боец отряда Лефортовского района Москвы. В октябре-ноябре 1917 г. член ВРК Лефортовского района. С марта 1918 г. рядовой 1-го Московского отряда особого назначения, участвовал в боях с немцами под Оршей. С мая 1918 г. член Московского исполкома. В 1918 году был членом Комитета по делам печати Моссовета. С августа 1918 г. в органах ВЧК−ОГПУ−НКВД член коллегии губернской ЧК по борьбе с контрреволюцией в Перми. Участвовал в Гражданской войне в России с декабря 1918 г. по январь 1919 г. член штаба Усольско-Чердынского отряда на Восточном фронте. С февраля 1919 г. заместитель председателя уездной ЧК в г. Слободской Вятской губернии. С апреля 1919 г. комиссар 9-го отдельного железно-дорожного полка на Восточном фронте. С сентября 1919 г. по март 1920 г. сотрудник особого отдела 3-й армии в Екатеринбурге. С апреля по декабрь 1920 г. начальник административно-организационного управления и сотрудник особого отдела Кавказского фронта. С января 1921 г. по февраль 1922 г. председатель Кубано-Черноморской областной ЧК в Краснодаре. С марта по август 1922 г. сотрудник Закавказской ЧК в Тифлисе. Участвовал в ликвидации басмачества. В 1922 г. был начальником секретно-оперативной части ГПУ Туркестанской АССР, затем заместителем полномочного представителя ГПУ по Туркестану, начальником секретно-оперативной части полномочного представителя ГПУ, начальником особого отдела полномочного представителя ГПУ по Туркестану. С 17 октября 1922 г. по февраль 1923 г. начальник особого отдела Туркестанского фронта в Ташкенте, а также декабря 1922 г. по сентября 1923 г. член РВС Ферганской области. С 21 февраля по 26 октября 1923 г. заместитель начальника особого отдела Туркестанского фронта. С октября 1923 г. в резерве ОГПУ в Москве. С 20 марта 1924 г. начальник Иркутского губернского отдела ОГПУ в Иркутске. С 4 мая 1927 г. начальник Омского окружного отдела ОГПУ в Омске. С 16 января по 16 августа 1930 г. начальник Брянского окружного отдела ОГПУ в Брянске. С 16 августа 1930 г. сотрудник полномочного представителя ОГПУ по Западной области в Смоленске. С августа 1930 г. по 28 октября 1931 г. начальник особого отдела полномочного представителя ОГПУ по Западной области и одновременно помощник начальника особого отдела Белорусского военного округа. С октября 1931 г. старший организационный инспектор отдела кадров ОГПУ СССР. С 16 февраля 1932 г. начальник 4-го отделения отдела кадров ОГПУ СССР. С 16 марта 1932 г. помощник начальника отдела кадров ОГПУ СССР. С 1 декабря 1932 г. временно исполняющий должность начальника 1-го отделения отдела кадров ОГПУ СССР. С марта 1933 г. начальник отдела кадров Центрального управления народно-хозяйственного учета Госплана СССР, заведующий сектором учета статистики кадров. С 3 августа 1936 г. начальник Управления народного комиссариата внутренних дел по Удмуртской АССР. С 1 июля 1937 г. по 27 апреля 1939 г. народный комиссар внутренних дел Удмуртской АССР. С июня 1938 г. по 11 января 1939 г. первый секретарь Удмуртского обкома ВКП(б). Решением Политбюро ЦК ВКП(б) 5 июля 1937 г. утвержден членом тройки УНКВД по Удмуртской АССР. Был делегатом XVIII съезда ВКП(б) от Можгинского округа Удмуртской АССР, который проходил в Москве 10—21 марта 1939 года. С мая 1939 г. в резерве НКВД СССР в Москве. Уволен из НКВД 9 сентября 1939 г. во время Бериевской чистки. С сентября 1939 г. заместитель директора Ульяновского патронного завода № 3 им. Володарского. С декабря 1940 г. заместитель управляющего 21-го строительно-монтажного треста Народного комиссариата строительства СССР. С декабря 1942 г. по февраль 1943 г. заместитель председателя горсовета Ульяновска. С апреля по декабрь 1943 г. начальник отдела Ульяновского облисполкома по хозяйственному устройству эвакуированного населения. В январе-марте 1944 г. не работал по болезни. С апреля 1944 г. начальник отдела по подготовке кадров Управления рабочих кадров, с июля 1945 г. заместитель начальника Главного управления строительства предприятий в районах Урала (Главуралстрой), с октября 1945 г. начальник лесозаготовительного отдела народного комиссариата (с 1946 г. министерства) гражданского и жилищного строительства РСФСР. С мая 1948 г. заместитель начальника, затем начальник отдела сбыта Главного управления по производству строительных деталей «Главстройдеталь» Министерства гражданского и жилищного строительства РСФСР. С апреля 1952 г. начальник отдела кадров и спецчасти Научно-исследовательского института гражданского строительства (НИИГражданстрой), с 1953 г. научно-исследовательского института городского и сельского строительства (НИИгорсельстрой) Министерства городского и сельского строительства РСФСР. С 1 ноября 1954 г. на пенсии. Умер в Москве в августе 1957 года.

## Звания
Капитан государственной безопасности по Приказу НКВД СССР № 815 от 07.09.1936.

## Награды
Знак «Почетный работник ВЧК-ОГПУ (V)» № 171 (1924);
Знак «Почетный работник ВЧК-ОГПУ (XV)» (1932);
Юбилейная медаль «ХХ лет Рабоче-крестьянской Красной армии» (22.02.1938).